# Ioannis Theodoropoulos
Ioannis Theodoropoulos (græsk: Ιωάννης Θεοδωρόπουλος) var en græsk atlet, som deltog i de første moderne olympiske lege 1896 i Athen.
Theodoropoulos stillede ved OL 1896 op i stangspring. 21 atleter var tilmeldt, men kun fem var med i konkurrencen. Theodoropoulos sprang som sin landsmand Evangelos Damaskos 2,60 m, og det rakte til tredjepladsen, som de to grækere delte. Amerikaneren Welles Hoyt vandt konkurrencen med 3,30 m foran sin landsmand Albert Tyler med 3,20.